# Episodi di The Ford Television Theatre (quinta stagione)
La quinta stagione della serie televisiva The Ford Television Theatre è andata in onda negli Stati Uniti dal 3 ottobre 1956 al 26 June 1957.
| nº | Titolo originale             | Prima TV USA     |
| -- | ---------------------------- | ---------------- |
| 1  | Catch at Straws              | 3 ottobre 1956   |
| 2  | Sudden Silence               | 10 ottobre 1956  |
| 3  | Paris Edition                | 17 ottobre 1956  |
| 4  | Measure of Faith             | 24 ottobre 1956  |
| 5  | Black Jim Hawk               | 31 ottobre 1956  |
| 6  | Sometimes It Happens         | 7 novembre 1956  |
| 7  | The Women Who Dared          | 14 novembre 1956 |
| 8  | The Menance of Hasty Heights | 21 novembre 1956 |
| 9  | Stand by to Dive             | 28 novembre 1956 |
| 10 | Front Page Father            | 5 dicembre 1956  |
| 11 | The Marriage Plan            | 12 dicembre 1956 |
| 12 | Duffy's Man                  | 19 dicembre 1956 |
| 13 | Model Wife                   | 26 dicembre 1956 |
| 14 | Fear Has Many Faces          | 2 gennaio 1957   |
| 15 | The Quiet Stranger           | 9 gennaio 1957   |
| 16 | Sweet Charlie                | 16 gennaio 1957  |
| 17 | The Penlands and the Poodle  | 23 gennaio 1957  |
| 18 | Mrs. Wane Comes to Call      | 30 gennaio 1957  |
| 19 | The Connoisseur              | 6 febbraio 1957  |
| 20 | Ringside Seat                | 13 febbraio 1957 |
| 21 | With No Regrets              | 20 febbraio 1957 |
| 22 | The Man Who Beat Lupo        | 27 febbraio 1957 |
| 23 | Broken Barrier               | 6 marzo 1957     |
| 24 | Fate Travels East            | 13 marzo 1957    |
| 25 | The Man Across the Hall      | 20 marzo 1957    |
| 26 | House of Glass               | 26 marzo 1957    |
| 27 | Exclusive                    | 3 aprile 1957    |
| 28 | Moment of Decision           | 10 aprile 1957   |
| 29 | Singapore                    | 17 aprile 1957   |
| 30 | Footnote on a Doll           | 24 aprile 1957   |
| 31 | Strange Disappearance        | 1º maggio 1957   |
| 32 | The Idea Man                 | 8 maggio 1957    |
| 33 | The Gentle Deceiver          | 15 maggio 1957   |
| 34 | Miller's Millions            | 22 maggio 1957   |
| 35 | Torn                         | 29 maggio 1957   |
| 36 | The Lie                      | 5 giugno 1957    |
| 37 | Cross Hairs                  | 12 giugno 1957   |
| 38 | Desperation                  | 19 giugno 1957   |
| 39 | Adventure for Hire           | 26 giugno 1957   |

## Catch at Straws
- Diretto da:
- Scritto da:

### Trama
- Interpreti: Ray Milland (District Attorney Peter Sloan), Kerwin Mathews (Fred Karns), Virginia Gibson (Carol Corby), Eddie Foy III (Bill Corby), Rayford Barnes (Eddie Glynn), Hugh Sanders (tenente Ben Morris), Michael Fox (Jed Hartan), Curtis Cooksey (John Corby), S. John Launer (Defense Attorney), Charles Evans (giudice Austin Hodges), Emerson Treacy (Mayor), William Schallert (Union Official), George Cisar (Mr. McCabe), Richard Boone (Local Press), Barbara Billingsley (Mrs. Sloan)

## Sudden Silence
- Diretto da:
- Scritto da:

### Trama
- Interpreti: Jimmy Baird (Billy), Trevor Bardette (Jordan), Jim Hayward (Angry Ma), Mort Mills (The Deputy), Jeff Morrow (Tom Frazier), Barbara Stanwyck (Irene Frazier)

## Paris Edition
- Diretto da:
- Scritto da:

### Trama
- Interpreti: John Beradino (Nick Granada), Jack Carson (Dan Doyle), Valerie French (Yvette Revere)

## Measure of Faith
- Diretto da:
- Scritto da:

### Trama
- Interpreti: Lew Ayres (Father John Gerald), Beverly Garland (Maria Perrin), Lee Van Cleef (Stanley Perrin), Nestor Paiva (Eduardo), Charles Evans (Bishop Healey), William Boyett (capitano Norris), Don C. Harvey (Special Agent Martin)

## Black Jim Hawk
- Diretto da:
- Scritto da:

### Trama
- Interpreti: John Derek (Jim Hawk), Marcia Henderson (Maude Collins), George Keymas (Cherokee Hollister), Paul Petersen (Jim Hawk as a Boy), Donald Randolph (Sam Houston)

## Sometimes It Happens
- Diretto da:
- Scritto da:

### Trama
- Interpreti: Jeanne Cooper (Lois Powell), Michael Emmet (Owen Powell)

## The Women Who Dared
- Diretto da:
- Scritto da:

### Trama
- Interpreti: Gene Barry (John Thatcher), Don Beddoe (dottor Abernathy), Whit Bissell (Luke), Kim Charney, Laraine Day (Margaret Allen)

## The Menance of Hasty Heights
- Diretto da:
- Scritto da:

### Trama
- Interpreti: Steve Cochran (Slick), Ruby Goodwin (Henrietta), Jean Hagen (Nona Carson), Charles Herbert (Billy Carson), Damian O'Flynn (Chief Henderson), Kent Taylor (Frank Carson)

## Stand by to Dive
- Diretto da:
- Scritto da:

### Trama
- Interpreti: Farley Granger (Robert Haines), Paul Harber (tenente Foley), William Leslie (tenente Sutton), Roger Smith (Skee Langford), Onslow Stevens (comandante McGraw)

## Front Page Father
- Diretto da:
- Scritto da:

### Trama
- Interpreti: Charles Bickford (Stanley Hunter), Horace McMahon (tenente John Harmon)

## The Marriage Plan
- Diretto da:
- Scritto da:

### Trama
- Interpreti: Roxanne Arlen (Susan Saunders), Eddie Bracken (John Stafford), Kathryn Card (Mrs. Engelhart), John Crawford (Mike Healy), Mona Freeman (Ellen Stafford), Donald MacBride (Mr. Hathaway)

## Duffy's Man
- Diretto da:
- Scritto da:

### Trama
- Interpreti: Walter Brennan (Duffy), Philip Carey (Duffy's Man)

## Model Wife
- Diretto da:
- Scritto da:

### Trama
- Interpreti: Roxanne Arlen (Rita Raven), Ralph Bellamy (David Ewing), Pat Conway (Larry), Emlen Davies (Sally Ewing), Felicia Farr (Gloria Ewing), Guy Kingsford (Bert Kellogg)

## Fear Has Many Faces
- Diretto da:
- Scritto da:

### Trama
- Interpreti: James Whitmore (Danny Cochran), June Lockhart (Mae Cochran), Don Haggerty (Mike Robbins), Dan Barton (George Wallace & Brother), Hank Patterson (Manager), Joe Flynn (dottor Bevin), Tom McKee (Dolman), Robert Carson (Court-Martial Judge)

## The Quiet Stranger
- Diretto da:
- Scritto da:

### Trama
- Interpreti: George Montgomery (Daniel McKee), Forrest Tucker (Red Healy), Bobby Clark (Joey Walsh), Lyn Thomas (Debby Walsh), Ted de Corsia (Mayor Sam Kallum), Paul Petersen (Lookout Boy), Bill Hale (scagnozzo), Mike Bataran (Eddie), Chuck Hamilton (scagnozzo)

## Sweet Charlie
- Diretto da:
- Scritto da:

### Trama
- Interpreti: Susan Cummings (Belinda Miller), Richard Devon (Joe Reno), Joan Dixon (Charlene Lopez), Dick Foran (Scoop Donnelly), Frank Lovejoy (Vic Chambers), Carlyle Mitchell (Charles Anderson), Marilyn Saris (Nancy Anderson), John Zaremba (tenente Parker)

## The Penlands and the Poodle
- Diretto da:
- Scritto da:

### Trama
- Interpreti: Larry Parks (Jeff Penland), Betty Garrett (Georgia Penland), Douglas Evans (Ashton Westover), Parley Baer (Anthony Melville)

## Mrs. Wane Comes to Call
- Diretto da:
- Scritto da:

### Trama
- Interpreti: Arthur Franz (David Chandler), Ruby Goodwin (Frances), Terry Kelman (Billy Wane), Phyllis Kirk (Laura Chandler), Peggy Webber (Mrs. Wane)

## The Connoisseur
- Diretto da:
- Scritto da:

### Trama
- Interpreti: Paul Henreid (Albert Crest), Virginia Bruce (Ruth Crest), Kathryn Grant (Pippa Crest), William Leslie (Geoffrey Davis), Nestor Paiva (Ragusa)

## Ringside Seat
- Diretto da:
- Scritto da:

### Trama
- Interpreti: Willis Bouchey (Hap Wheeler), Billy Chapin (Billy Curran), Marilyn Erskine (Irma Curran), George Gilbreth (Foreman), Hugh O'Brian (Matty Curran)

## With No Regrets
- Diretto da:
- Scritto da:

### Trama
- Interpreti: Paul Engle (Billy), Louis Lettieri (Buck Torres), Zina Provendie (Freda Ritter), Ann Sothern (Christine Emerson), Larry Thor (Theodore Roosevelt), Helen Wallace (Miss Ames), Ned Wever (Joe Wagner)

## The Man Who Beat Lupo
- Diretto da:
- Scritto da:

### Trama
- Interpreti: Louis Jourdan (Count Lupo-Pietro), Joanna Barnes (Ileana), Rhodes Reason (John Rollish), Roy Gordon (ammiraglio Rodney Brent), Wilton Graff (Maitre Rozetti), Ralph Faulkner (Nourric), Lili Valenty (contessa Da Salvaggio), Joël Colin (Pete)

## Broken Barrier
- Diretto da:
- Scritto da:

### Trama
- Interpreti: Herbert Butterfield (Lloyd), Macdonald Carey (Jon), Marguerite Chapman (Louise), Dick Foran (Bob), Elisabeth Risdon (Zia Abby)

## Fate Travels East
- Diretto da:
- Scritto da:

### Trama
- Interpreti: Linda Darnell (Ann Dean), Craig Stevens (Grady Oliver), Allison Hayes (Marian Abbott), Sheb Wooley (Tag Bailey), Stacy Graham (Ellamae Hubbins), Robert Brubaker (Ralph Weston), Barbra Fuller (Sandra Mitchell), Howard Smith (Holmes Mitchell), Hank Patterson (Conductor)

## The Man Across the Hall
- Diretto da:
- Scritto da:

### Trama
- Interpreti: Marjorie Bennett (Mrs. Morris), Marga Ann Deighton (Mrs. McCurdy), Eddie Ryder (Jackie Barstow), Robert Sterling (Hank Holloway), Vera-Ellen (Sally Baxter)

## House of Glass
- Diretto da:
- Scritto da:

### Trama
- Interpreti: Lyle Bettger (Simon), Joan Caulfield (Louise), Judson Pratt (capitano Brooks), George Selk (Pops Anderson), Marie Windsor (Ruby)

## Exclusive
- Diretto da:
- Scritto da:

### Trama
- Interpreti: Phyllis Kirk (Sarah Caine), Everett Sloane (Paul Caine), Osa Massen (Elena), Richard Webb (Sam Fletcher), Francis De Sales (Cass Ryan)

## Moment of Decision
- Diretto da:
- Scritto da:

### Trama
- Interpreti: Mason Curry (Kid), Jane Greer (Joyce Whitman), Victor Jory (Harry Bond), William Lally (Donald Miller), Marshall Thompson (George Whitman)

## Singapore
- Diretto da:
- Scritto da:

### Trama
- Interpreti: Paulette Goddard (Holly March), Charles Korvin (Bruce Van Cleve), Rex Reason (Kirk Rockwood), Fay Baker (Laura Van Cleve), Arthur Hanson (dottor Adam Cobb), Frank Kumagai (Sakal)

## Footnote on a Doll
- Diretto da:
- Scritto da:

### Trama
- Interpreti: Eleanor Audley (Constance Perkins), Helen Brown (Louise), Ralph Clanton (Charles Trent), Bette Davis (Dolley Madison), John Hudson (Payne Todd), Owen McGiveney (Thomas), Charles Meredith (senatore Elisha Corey), Natalie Schafer (Beatrice Trent)

## Strange Disappearance
- Diretto da:
- Scritto da:

### Trama
- Interpreti: Stephen McNally (Phillip Morgan), June Vincent (Harriet Morgan), Peggy Knudsen (Susan Davenport), William Roerick (Mark Frazier), Alexander Lockwood (procuratore distrettuale), Hugh Sanders (tenente Grayson), Bing Russell (tenente Young), Ellie Kent (segretario)

## The Idea Man
- Diretto da:
- Scritto da:

### Trama
- Interpreti: Doe Avedon (Ruth Harding), Don DeFore (Tom Harding), Richard Denning (Charlie Frye), Dorothy Joyce (Mrs. Lloyd), Paul Keast (Eldon Lloyd), Jack Kelly (Hal Jeffers), Howard McNear (Dave Carter)

## The Gentle Deceiver
- Diretto da:
- Scritto da:

### Trama
- Interpreti: Byron Foulger (Smathers), Sara Haden (Mrs. Coggins), Lucien Littlefield (Clem Hanks), Lucy Marlow (Emily Price), Keenan Wynn (Duke)

## Miller's Millions
- Diretto da:
- Scritto da:

### Trama
- Interpreti: Thomas Mitchell (Henry Miller), Otto Kruger (Raymond Adams), Richard Webb (Grant Parker), Michael Fox (giudice Patterson), Sheridan Comerate (Frank Traylor), Charlotte Knight (Maggie)

## Torn
- Diretto da:
- Scritto da:

### Trama
- Interpreti: John Baragrey (Linc Cartwright), Philip Carey (dottor Douglas Gregg)

## The Lie
- Diretto da:
- Scritto da:

### Trama
- Interpreti: Pamela Baird (Elizabeth)

## Cross Hairs
- Diretto da:
- Scritto da:

### Trama
- Interpreti: Ann Sheridan (Mary Bartley), James Daly (Frank Bartley), James Griffith (Mr. Harris), Elizabeth Patterson (Mrs. Dunkel), S. John Launer (tenente Burt Jenners), John Beradino (Robert Jones), Chris Alcaide (Johnny Parthos)

## Desperation
- Diretto da:
- Scritto da:

### Trama
- Interpreti: William Bishop (Bruce Stevens), Kevin McCarthy (Russel Stevens), Hank Patterson (George), Katherine Warren (Mrs. Mathews)

## Adventure for Hire
- Diretto da:
- Scritto da:

### Trama
- Interpreti: Brian Keith (Dan Crawford), Pat O'Brien (tenente V. Keever), Henry Slate (Charlie Martin), Robert Brubaker (Mr. Coombs), Shirley Jocelyn (Laurie Conners), Frank J. Scannell (Marco Harris), Dan White (Mr. Harris